# Elousa
Elousa là một chi bướm đêm thuộc họ Erebidae.

## Các loài tiêu biểu
- Elousa albicans Walker, [1858]